# I comme
 (décembre 2016).
I Comme est un magazine télévisé d’information luxembourgeois créé en septembre 1984 par Robert Diligent, qui le présente chaque samedi soir à 19 heures sur RTL Télévision puis RTL TV jusqu’en décembre 1992, quand l’émission part sur RTL-TVI pour devenir un magazine belge présenté chaque samedi soir par Jacques Van Den Biggelaar.

## Principe de l'émission
En constatant qu'il y avait une multitude d'images intéressantes jamais utilisées dans les journaux télévisés de la chaîne et qu'il y avait de quoi en faire un magazine, Robert Diligent, qui vient de quitter la présentation du JTL, propose dans I Comme tous les reportages qui n'avaient pas pu y passer, tous les reportages un peu décalés, atemporels ou qui n'ont pas leur place dans un journal.
Au programme du tout premier numéro diffusé en septembre 1984, on trouvait les premiers cours de yoga pour chiens. Le début d'une longue série de reportages insolites.
À la suite de son passage sur RTL-TVI en janvier 1993, l'émission subit plusieurs changements : les sujets belges sont privilégiés et tous issus d'agences ou de maisons de production spécialisées dans le documentaire. Jacques van den Biggelaar et ses correspondants de l'insolite, recherchent chaque semaine les moments surprenants et farfelus sur des reportages de 52 minutes qui ont été tournés dans un contexte tout à fait différent. Ces séquences insolites sont extraites, retravaillées, réécrites et remontées pour l'émission. Ce travail concerne 90 % des reportages diffusés. L'émission n'est plus réalisée avec les restes du journal télévisé.
Avec quarante-trois numéros par an en plus de vingt ans d'existence, I Comme a traité plus de 5 300 sujets depuis son lancement.
La dernière émission est diffusée le 7 octobre 2023 

## Titre de l'émission
Au départ, l'émission aurait dû s'appeler Telle est la télé, mais son titre définitif s'est imposé par la multitude de ses déclinaisons possibles : I comme...Information ou Interview, mais aussi I comme...Insolite ou Incroyable.[réf. nécessaire]

Logo de l'émission de 2003 à 2007